# Gluzy (Kropidło)
Gluzy – część wsi Kropidło  w Polsce położona w województwie małopolskim, w powiecie miechowskim, w gminie Słaboszów.
W latach 1975–1998 miejscowość administracyjnie należała do województwa kieleckiego.

## Historia
W XIX wieku miejscowość opisana jest jako : Gluzy – wieś i folwark powiat miechowski, gmina Nieszków, parafia Słaboszów.
W roku 1885 należała do dóbr Dziaduszyce. Posiadała 12 domów, 108 mieszkańców. Osad włościańskich było 12 osiadłych na 60 morgach.